# Ipomoea salsettensis
Ipomoea salsettensis är en vindeväxtart som beskrevs av Hermenegild Santapau och Patel. Ipomoea salsettensis ingår i släktet praktvindor, och familjen vindeväxter. Inga underarter finns listade i Catalogue of Life.